# Comuna Mîrne, Simferopol
Mîrne (în ucraineană Мирне) este o comună în raionul Simferopol, Republica Autonomă Crimeea, Ucraina, formată din satele Bilohlînka, Hrușeve și Mîrne (reședința).

## Demografie
Componența lingvistică a comunei Mîrne
     Rusă (80,7%)
     Tătară crimeeană (10,2%)
     Ucraineană (7,67%)
     Alte limbi (0,4%)
Conform recensământului din 2001, majoritatea populației comunei Mîrne era vorbitoare de rusă (80,7%), existând în minoritate și vorbitori de tătară crimeeană (10,2%) și ucraineană (7,67%).